# Tour Picasso
La tour Picasso (en espagnol : Torre Picasso) est un gratte-ciel situé à Madrid, en Espagne.

## Situation
Elle est située sur la place Pablo Picasso, dans l'arrondissement de Tetuán, au sein du parc d'affaires et commercial AZCA, le long du Paseo de la Castellana.

## Construction
La tour est conçue par l'architecte américain Minoru Yamasaki, qui a dessiné aussi les tours du World Trade Center à New York.
Construit entre 1982 et 1988, l'édifice est inauguré en juin 1989. Il est alors l'immeuble le plus haut de la ville jusqu'à la construction des « quatre tours » en 2007, et même l'édifice le plus haut du pays jusqu'à l'inauguration de l'hôtel Bali à Benidorm en 2002.

## Données techniques
- Hauteur : 157 m  (171 m en incluant les étages souterrains)
- Étages : 43 + 5 étages souterrains et 2 étages techniques
- Superficie : 71 700 m2 de bureaux (121 000 m2 au total)
- Dimensions au sol : 38 m × 50 m
- Ascenseurs : 26